# Harry Svendsen
Sigur Harry Svendsen (* 2. Januar 1895 in Strömstad, Schweden; † 20. Januar 1960 in Oslo) war ein norwegischer Schwimmer.

## Karriere
Svendsen nahm 1912 an den Olympischen Spielen in Stockholm teil. Hier scheiterte er im Wettbewerb über 100 m Rücken als Dritter seines Vorlaufes. Für den Wettkampf über 400 m Freistil war Svendsen ebenfalls gemeldet, trat aber nicht an.